# Simon Marsden
Sir Simon Neville Llewelyn Marsden, 4. Baronet (* 1. Dezember 1948 in Lincoln, Großbritannien; † 22. Januar 2012) war ein britischer Photograph und Autor. Bekannt wurde Marsden vor allem durch seine ungewöhnlichen Schwarzweiß-Aufnahmen „unheimlicher“ Motive.

## Leben und Werk
Marsden besuchte das Ampleforth College in Yorkshire sowie die Pariser Sorbonne. Im Anschluss daran, in den Jahren 1969 bis 1971, arbeitete er als Berufsphotograph, erste Arbeiten wurden Anfang der Siebziger in Fachzeitschriften veröffentlicht. Zwei Stipendien des Arts Council of Great Britain in den Jahren 1975 und 1976 erlaubten es Marsden, ausgedehnte Reisen durch Europa, den Nahen Osten sowie die Vereinigten Staaten zu unternehmen, wo er die vielfältigen Landschaften sowie zahlreiche Bauwerke fotografierte. 
Marsdens besonderes Interesse galt von jeher „unheimlichen“ Motiven wie Friedhöfen, Ruinen alter Gemäuer sowie den häufig mit den abgelichteten Ortschaften verbundenen Sagen und Spukgeschichten. Die düstere Stimmung seiner Photographien gründet allerdings nicht allein auf sorgfältiger Motivauswahl, sondern in gleichem Maße auf Marsdens Phototechnik, welche die Verwendung von Infrarotfilm beinhaltet.
Marsdens Photographien sind inzwischen weltberühmt und finden sich auf zahlreichen Ausstellungen in zahlreichen Museen, unter anderem dem J. Paul Getty Museum in Kalifornien, der Bibliothèque nationale de France in Paris und dem Victoria and Albert Museum in London. Marsden veröffentlichte zahlreiche Bildbände und ließ sich für eine Reihe von Auftragsarbeiten verpflichten. Letztere fanden etwa bei der Cover-Gestaltung für das Album „Dusk And Her Embrace“ der englischen Dark-Metal-Band „Cradle of Filth“ sowie für die Gestaltung einer Zeitungsanzeige für das japanische Elektronikunternehmen Toshiba Verwendung.
1997 erbte er von seinem älteren Bruder den 1924 geschaffenen Adelstitel Baronet, of Grimsby in the County of Lincoln.
Marsden lebte mit seiner Frau und seiner Familie in einem alten Pfarrhaus in Lincolnshire, England. Er starb unerwartet am 22. Januar 2012. Seinen Adelstitel erbte sein Sohn Tadgh Orlando Denton Marsden (* 1990).

## Werke (Auswahl)
- In Ruins (dt.: Geheimnisvolles Irland), ISBN 0-316-87927-4, 1980
- The Haunted Realm (dt.: Spuk und Gespenster), ISBN 3-89102-269-7, 1986
- Visions of Poe (dt.: Bilder aus der Welt des Edgar Allan Poe), ISBN 3-89102-255-7, 1988
- Phantoms of the Isles (dt.: Im Reich der Geister), ISBN 1-85283-432-3, 1990
- The Journal of a Ghosthunter (dt.: Geistersuche), ISBN 3-89102-265-4, 1994
- Beyond the Wall (dt.: Zeugen in Stein), ISBN 3-89102-305-7, 1999
- Venice—City of Haunting Dreams, ISBN 0-316-64536-2, 2001
- The Twilight Hour—Celtic Visions from the Past, ISBN 0-316-64537-0, 2002
- This Spectred Isle—A Journey through Haunted England, ISBN 1-85074-930-2, 2005
- Ghosthunter-A Journey Through Haunted France, ISBN 2-08-030530-1, 2006
- Memento Mori-Churches and Churchyards of England, ISBN 1-905624-27-1, 2007
- "Russia: A World Apart", 2013